# Valachi Anna
Valachi Anna (Újpest, 1948. június 6. – 2018. november 16.) magyar író, irodalomtörténész.

## Élete
Valachi Gyula és Forgács Anna gyermekeként született. A rákospalotai Dózsa György Gimnáziumban érettségizett. Egyetemi tanulmányait az ELTE-BTK, magyar–népművelés szakán végezte 1971–1977 között.
1966–1968 között a Hevesi Sándor téri Nemzeti Színház stúdiósaként színészi pályára készült. 1968–1971 között, majd 1983–1985 között az 1968-ban újraalapított Magyar Hírlap újságíró gyakornoka, később munkatársa volt. 1971–1980 között a Magyar Hajózás című üzemi lap (Mahart) újságírójaként dolgozott. 
Egyetemi tanulmányait az ELTE-BTK magyar–népművelés szakán végezte 1971–1977 között. 1983-ban „József Attila, a Szép Szó szerkesztője” című értekezésével bölcsészdoktori címet szerzett. 1985–1988 között az MTA Tudományos Minősítő Bizottság ösztöndíjasaként József Attila és József Jolán életét és munkásságát kutatta, pszichológiai nézőpontból Kandidátusi disszertációját – „József Jolán, a költő édes mostohája” címmel –1998 decemberében védte meg a Magyar Tudományos Akadémián. Témavezetője Szabolcsi Miklós irodalomtörténész volt.
1988–1993 között a Könyvvilág olvasószerkesztője; a lap megszűnése után, 1996-tól öt éven át a Népszava kulturális újságírójaként dolgozott. 
1999-ben Déry Tibor-díjat kapott József Jolán és József Attila életrajzát elemző könyveiért.
1999–2006 között a Kaposvári Egyetem Művészeti Főiskolai Karának docense, majd főiskolai tanára volt. 2007-től egyetemi magántanár volt. A József Attila Társaság alapító tagja, társelnöke; a Szépírók Társaságának tagja. 
A Petőfi Irodalmi Múzeumban a Művészet és pszichoanalízis című műhelybeszélgetés-sorozat szerkesztője és moderátora volt.

## Kutatási területe
József Attila élete, pályája, kora és kortársai; az alkotás lélektana, valamint az irodalom – tágabb értelemben a művészetek – és a pszichoanalízis kapcsolata.

## Magánélete
1979-ben házasságot kötött Horváth Dáviddal. Két fiuk született: Horváth Bence (1980) és Vince (1983).

## Publikációi
- A LIGET c. folyóiratban:
- Magán(y)mitológia (2002)
- Szerelmi homeopátia (2003)
- Pszichogravitáció (2004)
- Ős-patkány, posztmodern mutáció (2004)
- Hohó! (2009)
- Fészekalja (2009)
- Szerep/vállalás (2009)
- Filmregény (2010)
- Kedély és sors, avagy kései sirató (2010)
- A fürdőzés lélektana (2010)
- Katonadolgok (2010)
- Szerelemgyerek (2010)
- Halottszemle (2010)
- Mosolymaszkok (2011)
- Az ősök hatalma. József Attila én- és világképének rejtett aspektusai (2012)

Valachi Anna József Attilával kapcsolatos publikációi: http://www.jatarsasag.hu/index.php?option=com_content&view=article&id=15&Itemid=4

## Könyvei
- A Színjátékos életei. A főszerepben: Őze Lajos (1993)
- Hét év József Attila közelében. Dokumentumok Bányai László hagyatékából (1995)
- József Jolán, az édes mostoha. Egy önérvényesítő nő a huszadik század első felében (1998)
- József Attila. Élet-kép-sorozat (1999)
- Ámor kínja, mámora. Versek a szerelemről. Szerk. (2000)
- „Én, József Attila, itt vagyok” (2002)
- A Szépség koldusa. József Attila szerelmei (2005)
- Fejtő Ferenc: József Attila, az útmutató. Szerk., interjú, tanulmány (2005)
- József Jolán, az édes mostoha. Egy önérvényesítő nő a XX. század első felében. Második, javított kiadás (2005)
- "Irgalom, édesanyám..." A lélekelemző József Attila nyomában" (2005)
- "Amit szívedbe rejtesz..." József Attila égi és földi szerelmei (2006)
- Csigavonalban a Parnasszusra. Rákos Sándor földi poklai és táguló költői világa. Alkotásélménytani "fejlődésregény"; Argumentum, Bp., 2009
- "A nő számomra rejtély". József Attila asszonyai; Noran Libro, Bp., 2013
- Szépségkoldusok. Párhuzamos életrajzi dráma, dokumentumok alapján, két részben; Napkút, Bp., 2014 (Káva téka)
- Szépségkoldusok. Irodalmi hősök titkos szerelmei; Cédrus Művészeti Alapítvány, Bp., 2015

## Külső hivatkozások
- Liget.org
- A József Attila Társaság honlapja: http://www.jatarsasag.hu/index.php?option=com_content&view=article&id=15&Itemid=4